# CAMRA
CAMRA (англ. 'Campaign for Real Ale — кампания за настоящий эль') — независимая, добровольная, потребительская организация в Великобритании, главной целью которой является продвижение настоящего эля и традиционных британских пабов. Эта организация сейчас является одной из самых больших потребительских групп в Соединённом Королевстве.

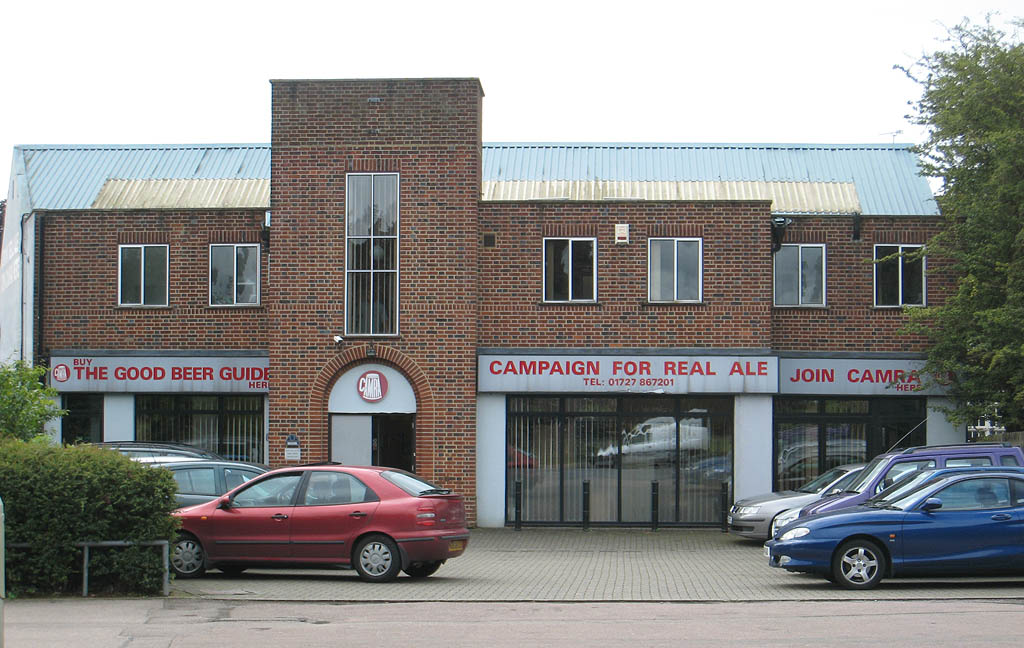

## Основатели
Организация была основана в 1971 году группой в составе четырёх любителей выпить — Грэхэмом Лисом (Graham Lees), Биллом Меллором (Bill Mellor), Майклом Хардманом (Michael Hardman) и Джимом Мэкином (Jim Makin). Эти люди объединились против быстро растущей индустриализации и усреднения британской пивоваренной промышленности. Одним из первых участников организации стал редактор справочника Good Beer Guide (Путеводитель по хорошему пиву), Роджер Проц (Roger Protz). На июль 2006 года CAMRA насчитывает более 82000 участников. CAMRA издаёт ежемесячную газету «What’s Brewing». Участники организации имеют право на получение скидок при покупке входных билетов на пивные фестивали, организуемые CAMRA.

## Подробности

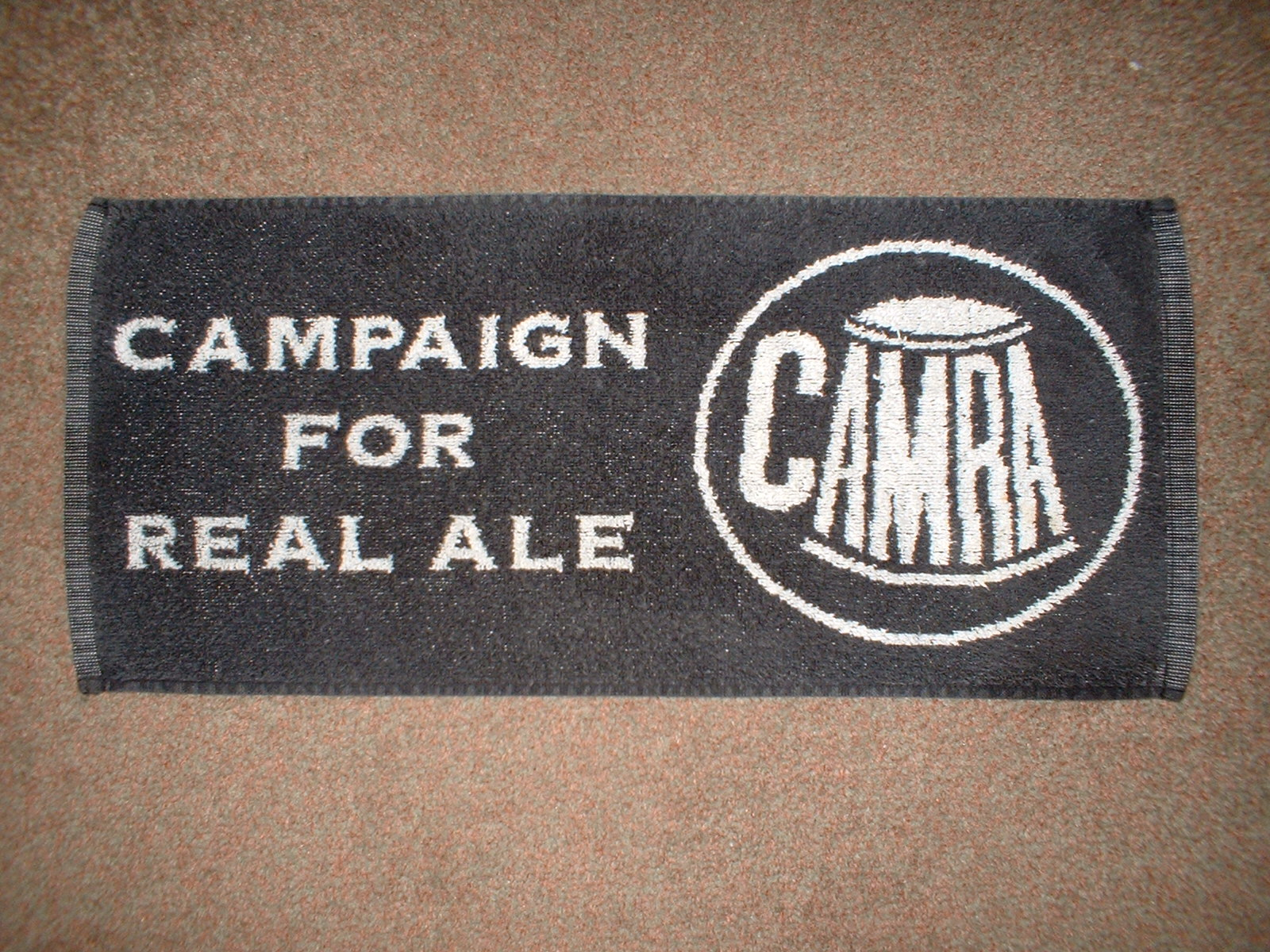

Изначально организация называлась Кампания за возрождение эля (Campaign for Revitalisation of Ale).
Деятельность CAMRA включают в себя продвижение малых пивоварен и пабного бизнеса, реформы в области законов лицензирования, уменьшение налогов на пиво и приостановление консолидации между местными британскими пивоварнями. Также она прикладывает усилия по продвижению наименее распространённых сортов пива и других традиционных напитков брожения, традиционный сидр и перри.
CAMRA публикует «Путеводитель по хорошему пиву» (Good Beer Guide), ежегодно составляемый каталог рекомендуемых пабов и пивоварен. Также организация проводит «Фестиваль великого британского пива» (Great British Beer Festival), ежегодное событие, которое проходит в Лондоне, на котором можно попробовать огромную подборку каскового эля. Также CAMRA поддерживает национальный реестр интерьеров исторических пабов (National Inventory of Historic Pub Interiors) для того чтобы дать известность и защитить наиболее бесценные исторические пабы Британии.
CAMRA укрепило влияние на национальном правительственном уровне, включившись в Английское Наследие.

## Награды
CAMRA вручает награды за достижения в области пивоварения и лучшим пабам, например, Национальный Паб Года. За любимый паб голосует около 4000 активных участников CAMRA из двухсот регионов. Региональные победители участвуют в 16 региональных соревнованиях, пабы посещаются несколькими участниками голосования, которые выбирают наиболее пронравившиеся им заведения. Самая известная награда CAMRA — «Пиво-чемпион Британии» (Champion Beer of Britain), которое выбирается на Фестивале великого британского пива. Другие награды: «Пиво-чемпион Шотландии» и «Пиво-чемпион Уэльса».

## Фестивали
Каждый год CAMRA проводит фестивали пива и сидра по всей стране, в том числе главный, Большой Британский пивной фестиваль.
Входная плата, которая зависит от региона, даёт посетителю право выпить полпинты или пинту пива (характерного для года проведения). Кроме того посетитель получает список сортов пива/сидра и перри, доступных для дегустации. В этот список включается краткое описание каждого сорта.